# Edge of Reality
Edge of Reality était une entreprise américaine de développement de jeu vidéo fondée en 1998, basée à Austin, Texas. L'entreprise a développé des jeux pour les consoles Nintendo 64, Nintendo GameCube, PlayStation 2, Xbox, PlayStation 3 et Xbox 360. C'est un développeur indépendant et peut donc travailler pour n'importe quel éditeur sur n'importe quelle plate-forme. Edge of Reality possède deux équipes d développement, une qui travaille sur les licences et les franchises déjà lancées, et une autre qui travaille sur les jeux originaux. L'entreprise ne développe que deux jeux en même temps (un par studio).

## Historique
Edge of Reality a été fondé en 1998 par Rob Cohen, le développeur principal de Turok: Dinosaur Hunter chez Iguana Entertainment et Mike Panoff de chez Paradigm Entertainment. L'entreprise a commencé à développer des portages de jeux à succès pour la Nintendo 64 notamment la série des Tony Hawk's. Grâce à la stabilité apporté par le succès de ces portages, l'entreprise a commencé à développer ses propres jeux originaux, comme Pitfall: The Lost Expedition et Loadout.

## Jeux développés
| 2004   | Pitfall : L'Expédition perdue        | Activision  | Oui | Oui | Oui | Oui | Oui | Oui | -   | -   | -   | -   | -   | -   |
| 2004   | Gang de requins                      | Activision  | Oui | Oui | Oui | Oui | Oui | -   | -   | -   | -   | -   | -   | -   |
| 2006   | Nos voisins, les hommes              | Activision  | Oui | Oui | Oui | Oui | Oui | -   | Oui | -   | -   | -   | -   | -   |
| 2008   | The Incredible Hulk                  | Sega        | Oui | -   | Oui | -   | Oui | Oui | Oui | Oui | -   | -   | -   | -   |
| 2014   | Loadout                              | Auto-publié | -   | -   | Oui | -   | -   | -   | -   | -   | -   | -   | Oui | -   |
| 2014   | Transformers: Rise of the Dark Spark | Activision  | -   | -   | Oui | -   | -   | -   | Oui | Oui | Oui | Oui | Oui | Oui |
| Annulé | Cipher Complex                       | Sega        | -   | -   | Oui | -   | -   | -   | Oui | Oui | -   | -   | -   | -   |

## Portages
| Année | Plate-forme               |                               |
| ----- | ------------------------- | ----------------------------- |
| 1999  | Monster Truck Madness 64  | Nintendo 64                   |
| 2000  | Spider-Man 64             | Nintendo 64                   |
| 2000  | Tony Hawk's Pro Skater 64 | Nintendo 64                   |
| 2001  | Tony Hawk's Pro Skater 2  | Nintendo 64                   |
| 2002  | Tony Hawk's Pro Skater 3  | Nintendo 64                   |
| 2003  | Les Sims                  | Gamecube, PlayStation 2, Xbox |
| 2009  | Dragon Age: Origins       | PlayStation 3, Xbox 360       |
| 2011  | The Sims 3: Pets          | PlayStation 3, Xbox 360       |
| 2012  | Mass Effect               | PlayStation 3                 |